# Gran Premi La Marseillaise
El Gran Premi La Marseillaise (en francès: Grand Prix La Marseillaise) és una competició ciclista francesa que es disputa anualment al departament de les Boques del Roine des del 1980. Fins al 1991 fou anomenada simplement «La Marsellesa» i des del 2005 forma part de l'UCI Europe Tour amb una categoria 1.1.
Es disputa el darrer diumenge de gener, la vigília de la sortida de l'Étoile de Bessèges, i és la primera cursa del calendari ciclista professional francès.
La cursa és organitzada pel diari La Marseillaise de Marsella.

## Palmarès
| Any  | Vencedor               | Segon                | Tercer                 |
| ---- | ---------------------- | -------------------- | ---------------------- |
| 1980 | Leo van Vliet          | Patrick Friou        | Frits Pirard           |
| 1981 | Jan Bogaert            | Pascal Poisson       | Patrick Hosotte        |
| 1982 | Bernard Hinault        | Ad Wijnands          | Pierre-Henri Mentheour |
| 1983 | Jan Raas               | Cees Priem           | Erich Maechler         |
| 1984 | Eddy Planckaert        | Gilbert Glaus        | Pascal Jules           |
| 1985 | Charly Mottet          | Walter Planckaert    | Paul Haghedooren       |
| 1986 | Eddy Planckaert        | Vincent Barteau      | Jörg Bruggmann         |
| 1987 | Johnny Weltz           | Jean-Claude Colotti  | Paul Watson            |
| 1988 | Ad Wijnands            | Teun van Vliet       | Adri van der Poel      |
| 1989 | Thierry Claveyrolat    | Guido Winterberg     | Ronan Pensec           |
| 1990 | Etienne De Wilde       | Carlo Bomans         | Hendrik Redant         |
| 1991 | Edwig Van Hooydonck    | Pierre Dewailly      | Herman Frison          |
| 1992 | Edwig Van Hooydonck    | Eddy Seigneur        | Gilles Delion          |
| 1993 | Didier Rous            | Eddy Seigneur        | Armand De Las Cuevas   |
| 1994 | Gilles Delion          | Wilfried Nelissen    | François Simon         |
| 1995 | Stéphane Hennebert     | Nico Mattan          | Gianluca Pianegonda    |
| 1996 | Fabiano Fontanelli     | Jan Svorada          | Andrei Txmil           |
| 1997 | Richard Virenque       | Gilles Bouvard       | Jan Svorada            |
| 1998 | Marco Saligari         | Richard Virenque     | Viatxeslav Djavanian   |
| 1999 | Frank Vandenbroucke    | Jens Voigt           | Frédéric Bessy         |
| 2000 | Emmanuel Magnien       | Lauri Aus            | Christophe Bassons     |
| 2001 | Jacob Piil             | Nicolaj Bo Larsen    | Florent Brard          |
| 2002 | Xavier Jan             | Alexandre Botxarov   | Cyril Dessel           |
| 2003 | Ludo Dierckxsens       | Magnus Bäckstedt     | Stefano Casagranda     |
| 2004 | Baden Cooke            | Jo Planckaert        | Fabio Baldato          |
| 2005 | Nicki Sørensen         | Vladímir Gússev      | Daniele Masolino       |
| 2006 | Baden Cooke            | Philippe Gilbert     | Anthony Geslin         |
| 2007 | Jeremy Hunt            | Mikhaïl Ignàtiev     | Staf Scheirlinckx      |
| 2008 | Hervé Duclos-Lassalle  | Frederik Veuchelen   | Ryder Hesjedal         |
| 2009 | Rémi Pauriol           | Thomas Voeckler      | Iuri Trofímov          |
| 2010 | Jonathan Hivert        | Johnny Hoogerland    | Samuel Dumoulin        |
| 2011 | Jérémy Roy             | Sylvain Georges      | Romain Feillu          |
| 2012 | Samuel Dumoulin        | Marco Marcato        | Arthur Vichot          |
| 2013 | Justin Jules           | Samuel Dumoulin      | Thomas Damuseau        |
| 2014 | Kenneth Van Bilsen     | Baptiste Planckaert  | Samuel Dumoulin        |
| 2015 | Pim Ligthart           | Kenneth Vanbilsen    | Antoine Demoitié       |
| 2016 | Dries Devenyns         | Thibaut Pinot        | Baptiste Planckaert    |
| 2017 | Arthur Vichot          | Maxime Bouet         | Lilian Calmejane       |
| 2018 | Alexandre Geniez       | Odd Christian Eiking | Lilian Calmejane       |
| 2019 | Anthony Turgis         | Romain Combaud       | Tom Van Asbroeck       |
| 2020 | Benoit Cosnefroy       | Valentin Madouas     | Tom Devriendt          |
| 2021 | Aurélien Paret-Peintre | Thomas Boudat        | Bryan Coquard          |
| 2022 | Amaury Capiot          | Mads Pedersen        | Francisco Galván       |
| 2023 | Neilson Powless        | Valentin Ferron      | Brent Van Moer         |
| 2024 | Kevin Geniets          | Alex Baudin          | Kévin Vauquelin        |
| 2025 | Valentin Ferron        | Vincent Van Hemelen  | Francisco Galván       |